# Vladimír Godár
Vladimír Godár (* 16. března 1956 Bratislava, Československo) je slovenský hudební skladatel, muzikolog a vysokoškolský pedagog, autor komorní, filmové a orchestrální hudby, držitel dvou Českých lvů v kategorii Nejlepší hudba za filmy Návrat idiota a Sluneční stát. Spolupracuje s českou zpěvačkou a houslistkou Ivou Bittovou. Vydává a překládá knihy z oblasti výzkumu historie hudby. Podílel se na popularizaci jména slovenského hudebního skladatele 19. století Jána Levoslava Belly.

## Život a kariéra
V letech 1971–1975 studoval kompozici hudebního díla u Juraje Pospíšila a hru na klavír u Márie Masarikové na bratislavské konzervatoři. V období 1975–1980 pak pokračoval kompozicí u Dezidera Kardoše na Vysoké škole múzických umění v Bratislavě.
V roce 1979 začínal jako odborný redaktor ve vydavatelství Opus, kde setrval do roku 1988. V letech 1985–1991 externě přednášel na Vysoké škole múzických umění. Po sametové revoluci se v lednu 1990 stal předsedou Spolku slovenských skladatelů, v období 1992–1996 pracoval na pozici vědeckého pracovníka Ústavu hudební vědy Slovenské akademie věd, kde v roce 1993 obhájil kandidátskou práci Battaglia a mimesis (CSc.). V rozmezí let 1991–1996 zastával současně post vedoucího redaktora časopisu Slovenská hudba a spolupracoval jako sídelní skladatel se Slovenskou filharmonií.
Od roku 1997 je odborným asistentem na Katedře estetiky Filozofické fakulty Univerzity Komenského, od roku 1999 pak ředitelem hudebního vydavatelství  Scriptorium musicum a mezi roky 2013–2015 působil jako docent na katedře skladby a dirigování Vysoké školy múzických umění. V období 2001–2007 přednášel na Akademii umění v Banské Bystrici.

## Hudební filmografie
Složená hudba k filmům.
- 2017 - Svět podle Daliborka
- 2008 - Venkovský učitel
- 2005 - Sluneční stát
- 2000 - Krajinka
- 1999 - Návrat idiota
- 1997 - Orbis Pictus
- 1995 - Zahrada
- 1992 - Všetko čo mám rád
- 1991 - Neha
- 1990 - Let asfaltového holuba
- 1989 - V meste plnom dáždnikov
- 1984 - Uhol pohľadu